# تشارلز س. مكدونالد
تشارلز س. مكدونالد (بالإنجليزية: Charles C. McDonald)‏ هو ضابط أمريكي، ولد في 1 أكتوبر 1933 في بارون في الولايات المتحدة، وتوفي في 22 نوفمبر 2017 في نايسفيل في الولايات المتحدة بسبب تصلب جانبي ضموري.